# Стойчо Раданов
Стойчо Раданов е български съдебен лекар, професор.

## Биография
Роден е през 1932 г. в село Бабук, Силистренско. През 1955 г. завършва Медицинския факултет в София. Работи като лекар в село Кайнарджа, Силистренско и като ординатор на хирургичното отделение в болницата в Силистра. През 1964 г. защитава дисертация върху скоропостижната смърт при заболяване на сърцето.
Минава през всички степени на академичната йерархия. През 1973 г. става професор. Специализира съдебна медицина в Москва, Ленинград, Лион и Париж. Ръководи Катедрата по съдебна медицина към ВМС Варна от 1972 до 1975 г. След това е директор на НМБИ към МА, ръководител на Катедра съдебна медицина в София от 1988 до 2000 г. Главен републикански специалист по съдебна медицина. Има над 38 монографии и повече от 250 публикации. Изявява се във всички области на съдебната медицина. Автор е на 23 учебника.

## Експертизи
Експертно мнение на Стойчо Раданов е в цяла серия извършени с негово участие или под негово ръководство съдебни процеси по огромна част от запомнилите се в годините тежки престъпления – от средата на 60-те години до днес. Първи в България прилага множество новаторски методи на експертиза.
През дългогодишната си кариера Стойчо Раданов е преподавал съдебна медицина на хиляди студенти – медици, юристи, курсанти от МВР.

## Скандални случаи
Три са известните скандални случаи по които Стойчо Раданов дава експертно заключение, предизвиквайки оспорвани дебати и вдигайки шум в обществото.
През 1991 г., под ръководството на Стойчо Раданов, е направен оглед на балсамираното сърце на Борис III. Заключението напълно съвпада с това от протокола, направен по време на аутопсията, че смъртта е болестна и ненасилствена. Това заключение се разминава с онова на тримата немски специалисти извикани от Кирил Преславски да изследват трупа на българския цар и негов брат. Западната преса по това време стоварва отговорността за смъртта на монарха върху националсоциалистическия режим в Германия. Немските съдебни лекари съвсем недвусмислено намекват за възможния пръст на английските тайни служби в случая.
Стойчо Раданов е експертът комуто е възложено изготвянето на последващи предходните съдебни експертизи по смъртта на известния приживе като наркоразпостранител Ангел Димитров-Чората и на двете момичета сестри Белнейски. Той твърди, че в експертизите за тези убийства има допуснати сериозни грешки и това е причина за забавянето на разследванията по тези случаи. Поведението му предизвиква своеобразна „война“ между съдебните медици, втрещявайки прокуратурата.
Неговата колежка и също един от най-известните български съдебни медици Мария Грозева, заявява след някои според нея „фантазии“ на професора, че от години не желае да работи в екип със Стойчо Раданов, когото счита за манипулатор в професията, а и правел грешки.

## Смъртта на Стойчо Раданов
Смъртта на известния професор по съдебна медицина е загадка подобна на най-известния случай по който той дава експертно заключение – смъртта на Борис III.
Намерен е обесен пред дома си на детска катерушка в столичния квартал Иван Вазов на 17 октомври 2008 г.

## Монографии
- „Скоропостижна смърт при заболявания на сърцето“;
- „Съдебномедицинска експертиза на живи лица“ (под негова редакция и в съавторство);
- „Транспортен травматизъм“ (под негова редакция и в съавторство);
- „Скоропостижна смърт при заболявания на сърдечно-съдовата система“ (съвместно c Й. Белоев);
- „Телесните повреди по Наказателния кодекс на Република България“;
- „Медицинска експертиза на острата алкохолна интоксикация“;
- „Енциклопедичен справочник по съдебна медицина“ (съвместно c П. Лисаев), както и много други негови трудове в областта на съдебната медицина, които представляват интерес за широк кръг специалисти-лекари, юристи, криминалисти, студенти и т.н.